# Даррен Сміт (хокеїст на траві)
Даррен Сміт (англ. Darren Smith, 14 листопада 1973) — новозеландський хокеїст на траві.
Учасник Олімпійських Ігор 2004 року.
Срібний призер Ігор Співдружності 2002 року.